# Cantó de Mielan
Mielan és un cantó del departament francès del Gers amb les següents comunes:
- Aus e Aussat
- Barcunhan
- Bèthplan
- Castèths
- Dufòrt
- Estampas e Castèthfranc
- Haget
- Laguian e Masons
- Malavath
- Manàs e Bastanós
- Mielan
- Lo Mont de Marrast
- Montaut
- Montegut Arròs
- Sadelhan
- Senta Aurensa e Casaus
- Senta Dora
- Sarragusan
- Vilacomdau d'Arròs

## Història
| Data d'elecció                           | Identitat       | Partit        | Qualitat |
| ---------------------------------------- | --------------- | ------------- | -------- |
| 1973-1992                                | Jean Dours      | Divers droite |          |
| 1992-1998                                | Gérard Dabezies | Divers droite |          |
| 1998-                                    | Gérard Fauqué   | PCF           |          |
| les dades anteriors no són pas conegudes |                 |               |          |
|                                          |                 |               |          |

## Demografia
| 1962  | 1968  | 1975  | 1982  | 1990  | 1999  | 2006  |
| ----- | ----- | ----- | ----- | ----- | ----- | ----- |
| 4.928 | 5.317 | 5.044 | 4.856 | 4.895 | 4.695 | 4.702 |